# 高里巴扎尔
高里巴扎尔（Gauri Bazar），是印度北方邦Deoria县的一个城镇。总人口6224（2001年）。

## 人口
该地2001年总人口6224人，其中男性3338人，女性2886人；0—6岁人口714人，其中男391人，女323人；识字率62.07%，其中男性为67.50%，女性为55.79%。